# Richard M. Sherman
Richard M. Sherman   (Nova York, 12 de juny de 1928 - Cedars-Sinai Medical Center, 25 de maig de 2024) va formar, amb el seu germà Robert (19 de desembre de 1925 − 5 de març de 2012), els Germans Sherman, un duo de compositors i lletristes que van treballar principalment pels estudis Disney i per algunes atraccions. També van fer d'intèrprets. Ambdós germans, són els que han compost més cançons per a pel·lícules de la història del cinema.

## Biografia
Richard Morton va néixer el 12 de juny de 1928 a Nova York; fou fill d'immigrants jueus russos, Rosa (Dancis) i Al Sherman. Després de set anys de gira pel país, els Sherman s'instal·len el 1937 a Beverly Hills, Califòrnia. Estudiant a la Beverly Hills High School, Richard s'apassiona per la música i aprèn nombrosos instruments entre els quals la flauta, el flautí i el piano.
L'estiu del 1946, durant la cerimònia dels diplomes, actua en duo amb André Previn, aquest últim al piano i Richard a la flauta. Seguint el camí del seu germà, entra al Baiard College a l'Estat de Nova York i en surt diplomat en música, després de l'escriptura de nombroses sonates i composicions. Quan surt del Baiard, comença una carrera de compositor amb el seu germà. El 1953, Richard s'incorpora a les tropes del conflicte coreà com a músic i serveix de director d'orquestra per a diverses formacions, sense tanmateix participar en els combats. El 1955, és desmilitaritzat.
El 1957, es casa amb Elizabeth Gluck amb qui tindrà dos fills, Gregory i Victòria, però ja havia tingut una primera filla, Linda d'un precedent matrimoni.

### Col·laboració amb el seu germà
El 1951, Robert B. i el seu germà Richard M. comencen a escriure cançons, com una competició amb el seu pare. El 1958, fonen la seva societat de publicació musical, Music World Corporation, que treballarà més tard amb la filial Wonderland Music Company de la Walt Disney Company, afiliada al gestor Broadcast Music Incorporated (BMI). En els anys 1960, els dos germans van treballar en principi amb la Walt Disney Company per la música d'atraccions dels parcs temàtics, emissions de televisions i algunes pel·lícules en la primera versió de The Parent Trap.
Van ser classificats en primera posició en els charts americans el 1961 amb Let's Get it Together  i You're Sixteen . També es poden citar les cançons de Mary Poppins o del Llibre de la selva, però són sobretot les atraccions dels parcs Disney que els deuen un gran honor amb la cèlebre It's a Small World o l'himne de Carousel of Progress.
Van parar la seva col·laboració exclusiva amb Disney a la mort de Walt Disney el 1966 per començar una carrera independent de productor musical. Van participar tanmateix per a Disney en l'escriptura de sis cançons originals per a The Tigger Movie el 2001. En els últims anys Robert va marxar a Londres i els dos germans van escriure nombroses cançons per als espectacles musicals, entre els quals Chitty Chitty Bang Bang  i Mary Poppins  produït en col·laboració per Disney i Cameron Mackintosh. Chitty  és l'espectacle de més llarga durada de vida al London Palladium i va estrenar-se el 28 d'abril de 2005 a Broadway.
Per a les seves contribucions a la indústria del cinema, als germans Sherman els van atorgar una estrella en el cèlebre Hollywood Walk of Fame al 6918 del Hollywood Boulevard i van ser nominats al Hall of Fame dels compositors el 9 de juny de 2005.

## Composicions
Músiques de pel·lícules
- The Parent Trap (1961)
- In Search of the Castaways (1962)
- Summer Magic (1963)
- The Sword in the Stone (1963)
- Big Red (1963)
- Mary Poppins (1964)
- That Darn Cat! (1965)
- The Happiest Millionaire (1967)
- Llibre de la selva (The Jungle Book) (1967)
- The One and Only, Genuine, Original Family Band (1968)
- Chitty Chitty Bang Bang (1968)
- Els aristogats (The Aristocats) (1970)
- Bedknobs and Broomsticks (1971)
- Snoopy, Come Home (1972)
- La teranyina de la Carlota (Charlotte's Web) (1973)
- Tom Sawyer (1973)
- Huckleberry Finn  (1974)
- The Slipper and the Rose (1976)
- The Many Adventures of Winnie the Pooh (1977)
- The Magic of Lassie (1978)
- Magic Journeys (1982)
- Winnie the Pooh and a Day For Eeyore (1983)
- Little Nemo: Adventures in Slumberland (1992)
- The Mighty Kong (1998)
- Winnie the Pooh: Seasons of Giving (1999)
- The Tigger Movie (2000)
- Inkas the Ramferinkas (2013, anunciada)

Musicals teatrals
- Victory Canteen, 1971 (Ivar Theatre, Los Angeles)
- Over Here!, 1974 (Broadway, Nova York)
- Dawgs, 1983 (Variety Arts Center, Los Angeles)
- Busker Alley, 1995 (U.S. Tour)
- Chitty Chitty Bang Bang, 2002 (Londres)
- Mary Poppins, 2004 (Londres)
- On the Record 2004-5 (U.S. Tour)
- Chitty Chitty Bang Bang, 2005 (Broadway, Nova York)
- Chitty Chitty Bang Bang, 2005 (UK Tour)
- Busker Alley, 2006 (Broadway, Nova York - *one night only)
- Mary Poppins, 2006 (Broadway, Nova York)
- Chitty Chitty Bang Bang, 2007 (Singapur)
- Mary Poppins, 2008 (UK Tour)
- Chitty Chitty Bang Bang, 2008 (Second UK Tour)
- Mary Poppins, 2008 (Estocolm)
- Mary Poppins, 2009 (Gira Estats Units)
- Mary Poppins, 2009 (Copenhaguen)
- Mary Poppins, 2009 (Budapest)
- Mary Poppins, 2009 (Shanghai)
- Mary Poppins, 2010 (Austràlia)
- Mary Poppins, 2009 (Sud-àfrica)
- Mary Poppins, 2009 (Amsterdam)
- Mary Poppins, 2009 (Hèlsinki)
- Summer Magic, 2012 (Morristown, Tennessee)
- The Jungle Book, 2013 (Chicago, Illinois)
- The Jungle Book, 2013 (Boston, Massachusetts)
- A Spoonful of Sherman, 2014 (Londres)
- Mary Poppins, 2015 (Vienna, Austria)
- Chitty Chitty Bang Bang, 2015–16 (UK Tour)
- Mary Poppins, 2015–16 (UK Tour)
- A Spoonful of Sherman, 2017 (Londres)
- A Spoonful of Sherman, 2018 (UK/Ireland Tour)
- A Spoonful of Sherman, 2019 (San Jose, CA)
- Mary Poppins, 2019 (Revival de Londres)
- A Spoonful of Sherman, 2019 (Singapur)

Música d'atraccions
- There's a Great Big Beautiful Tomorrow per Carousel of Progress
- Miracles from Molecules per Adventure Thru Inner Space
- One Little Spark perr Journey Into Imagination
- It's a Small World per l'atracció de la Fira internacional de Nova York 1964-1965
- Magic Highways per Rocket Rods
- Making Memories per Magic Journeys

## Premis i nominacions

### Premis
- 1965: Oscar a la millor banda sonora per Mary Poppins
- 1965: Oscar a la millor cançó original per Mary Poppins amb "Chim Chim Cher-ee"
- 1965: Grammy a la millor banda sonora escrita per pel·lícula o televisió per Mary Poppins
- 1965: Grammy a la millor gravació infantil per Mary Poppins
- 1975: Grammy a la millor gravació infantil per Winnie the Pooh and Tigger Too

### Nominacions
- 1965: Globus d'Or a la millor banda sonora per Mary Poppins
- 1966: Grammy a la millor gravació infantil per Winnie the Pooh and the Honey Tree
- 1968: Grammy a la millor gravació infantil per Llibre de la selva
- 1969: Oscar a la millor cançó original per Chitty Chitty Bang Bang amb "Chitty Chitty Bang Bang"
- 1969: Globus d'Or a la millor banda sonora per Chitty Chitty Bang Bang
- 1969: Globus d'Or a la millor cançó original per Chitty Chitty Bang Bang amb "Chitty Chitty Bang Bang"
- 1970: Grammy a la millor gravació infantil per Chitty Chitty Bang Bang
- 1971: Grammy a la millor gravació infantil per The AristoCats
- 1972: Oscar a la millor banda sonora per Bedknobs and Broomsticks
- 1972: Oscar a la millor cançó original per Bedknobs and Broomsticks amb "The Age of Not Believing"
- 1973: Grammy a la millor gravació infantil per Snoopy Come Home
- 1974: Oscar a la millor banda sonora per Tom Sawyer
- 1974: Globus d'Or a la millor banda sonora per Tom Sawyer
- 1977: Globus d'Or a la millor banda sonora per The Slipper and the Rose: The Story of Cinderella
- 1977: BAFTA a la millor música per The Slipper and the Rose: The Story of Cinderella
- 1978: Oscar a la millor banda sonora per The Slipper and the Rose: The Story of Cinderella
- 1978: Oscar a la millor cançó original per The Slipper and the Rose: The Story of Cinderella amb "The Slipper and the Rose Waltz (He Danced with Me/She Danced with Me)"
- 1979: Oscar a la millor cançó original per The Magic of Lassie amb "When You're Loved"